# Wapen van Koggenland

Het wapen van de gemeente Koggenland

Het wapen van Koggenland is op 4 november 2006 aan de nieuw ontstane Nederlandse gemeente Koggenland toegekend. De onderdelen in het wapen komen alle uit wapens van voorgaande gemeentes. Het wapen voor de nieuwe gemeente werd echter al op 12 mei 2006 aangevraagd door de gemeente Wester-Koggenland.

## Symbolen
Alle elementen in het wapen staan symbool voor iets of komen uit een voorgaand wapen en hebben daarmee een historisch doel:
- Het schild is groen van kleur want de gemeente wil als een "groene" gemeente bekendstaan. De Hoge Raad van Adel heeft voorgesteld om het veld niet groen te maken maar blauw
- De kogge is een sprekend element en komt uit het wapen van de gemeente Noorder-Koggenland
- De drie wassenaars komen uit het familiewapen van het huis Wassenaer. Deze werden in het wapen van Obdam gebruikt.
- De leeuw komt uit het wapen van Ursem en later ook Wester-Koggenland.

Historisch gezien had de gans van het wapen van Oudendijk de voorkeur bij de Hoge Raad van Adel, de gemeente was het hier niet mee eens omdat deze ook als een "domme gans" geïnterpreteerd kon worden.

## Blazoen
De beschrijving van het wapen van de gemeente Koggenland luidt als volgt:
In sinopel een met één zeil opgetuigde kogge van zilver; in een schildhoofd van goud drie wassenaars van keel. Het schild gedekt met een gouden kroon van drie bladeren en twee parels en ter linkerzijde gehouden door een omziende leeuw van keel, getongd en genageld van azuur.
Het schild is groen van kleur met daarop een zilveren kogge met een opgetuigd zeil. Het schildhoofd is goud van kleur met daarop drie rode wassenaars. Het schild is gedekt door een gouden kroon van drie bladeren met daartussen twee parels en wordt gehouden door een rode leeuw. De leeuw is omziend, wat zoveel wil zeggen als dat hij niet naar het wapen kijkt. De tong en nagels zijn blauw van kleur.

## Verwante wapens

Wapen van Obdam
Wapen van Noorder-Koggenland
Wapen van Wester-Koggenland

Aalsmeer · Alkmaar · Amstelveen · Amsterdam · Bergen · Beverwijk · Blaricum · Bloemendaal · Castricum · Den Helder · Diemen · Dijk en Waard · Drechterland · Edam-Volendam · Enkhuizen · Gooise Meren · Haarlem · Haarlemmermeer · Heemskerk · Heemstede  · Heiloo · Hilversum · Hollands Kroon · Hoorn · Huizen · Koggenland · Landsmeer · Laren · Medemblik · Oostzaan · Opmeer · Ouder-Amstel · Purmerend · Schagen · Stede Broec · Texel · Uitgeest · Uithoorn · Velsen · Waterland · Wijdemeren · Wormerland · Zaanstad · Zandvoort